# ジェイク・ブリガム
ジェイコブ・ダニエル・ブリガム（Jacob Daniel Brigham、1988年2月10日 - ）は、アメリカ合衆国フロリダ州ウィンターガーデン出身のプロ野球選手（投手）。
NPBでの登録名は「ジェイク・ブリガム」。CPBLでの登録名は「布里悍」。
叔父に捕手としてシカゴ・ホワイトソックスで活躍したロン・カーコバイスがいる。

## 経歴

### プロ入りとマイナー時代
2006年のMLBドラフト6巡目（全体178位）でテキサス・レンジャーズに指名され、プロ入り。2008年にはトミー・ジョン手術を受けたため、全休している。
2012年7月31日にジオバニー・ソトとのトレードで、シカゴ・カブスへ移籍した。11月20日にバレット・ルーおよび後日発表選手とのトレードでレンジャーズへ復帰したが、11月30日にFAとなった。12月6日にマイナー契約を結び、2013年のスプリングトレーニングに参加した。2013年はメジャー昇格はなく、オフの11月4日にFAとなった。
2013年11月20日にピッツバーグ・パイレーツとマイナー契約を結び、2014年のスプリングトレーニングに参加した。同年もメジャー昇格はなくオフにFAとなった。

### ブレーブス時代
2014年11月20日、アトランタ・ブレーブスとマイナー契約を結んだ。2015年6月27日にメジャー契約を結びロースター入り、6月30日のワシントン・ナショナルズ戦に中継ぎで登板し、メジャーデビューを果たした。マイナーリーグではおもに先発投手を務め、10勝4敗、防御率3.46の成績だった。

### 楽天時代
2015年12月20日、東北楽天ゴールデンイーグルスと契約合意したことが発表され、背番号は17に決まった。2016年1月29日にラダメス・リズ、ジャフェット・アマダーと共に入団会見が行われた。
4月14日に出場選手登録され、同日の対千葉ロッテマリーンズ戦に来日初登板・初先発し、7回を投げ被安打7、奪三振5、与四死球4、7失点（自責点6）で敗戦投手になった。5月14日の対ロッテ戦では1点リードの4回2死の場面に3番手で登板し、1/3回を投げ2失点（自責点1）で初ホールドを記録した（5回無死で降板）。11月19日、2017年の契約を行わず退団が決まったことが球団から発表され、12月2日付で自由契約選手となった。

### タイガース傘下時代
2017年1月10日、デトロイト・タイガースとマイナー契約を結んだが、タイガース傘下のマイナーリーグチームでは1試合も登板しなかった。

### ネクセン・第一次キウム時代
2017年5月4日、不振により退団したショーン・オサリバンの代役として、韓国プロ野球のネクセン・ヒーローズ（2019年よりキウム・ヒーローズに改称）と契約し、同年は10勝を記録した。
2018年は11勝、2019年は13勝を記録。
2020年は9勝と2ケタ勝利に届かず、同年限りでキウムとの契約を終えた。

### 第一次・味全時代
2020年12月26日、CPBLの味全ドラゴンズと契約したことが発表された。2021年4月15日、2020年まで所属していたキウム・ヒーローズとの契約が発表されるも、契約の関係で4月まで味全の試合に出場した。

### 第二次キウム時代
2021年5月13日よりキウムに復帰した。キウムでは10試合に先発登板し、7勝3敗、防御率2.95の成績を残していたが、7月7日の試合を最後に妻の看病のためアメリカに帰国し、その後も再合流が難しいことから、9月4日に双方合意のもと任意脱退選手となり退団した。

### 第二次・味全時代
2022年1月5日、味全と契約し台湾球界に復帰した。

## 選手としての特徴
平均球速147km/hのフォーシーム、ツーシームが主体の速球派投手で、スライダーを最大の武器とする。他にはチェンジアップ、カーブも投げるが、投球頻度はかなり少ない。実質、速球2種とスライダーの3球種で勝負している。

## 詳細情報

### 年度別投手成績
| 年 度     | 球 団           | 登 板 | 先 発 | 完 投 | 完 封 | 無 四 球 | 勝 利 | 敗 戦 | セ 丨 ブ | ホ 丨 ル ド | 勝 率 | 打 者 | 投 球 回 | 被 安 打 | 被 本 塁 打 | 与 四 球 | 敬 遠 | 与 死 球 | 奪 三 振 | 暴 投 | ボ 丨 ク | 失 点 | 自 責 点 | 防 御 率 | W H I P |
| --------- | --------------- | ----- | ----- | ----- | ----- | -------- | ----- | ----- | -------- | ----------- | ----- | ----- | -------- | -------- | ----------- | -------- | ----- | -------- | -------- | ----- | -------- | ----- | -------- | -------- | ------- |
| 2015      | ATL             | 12    | 0     | 0     | 0     | 0        | 0     | 1     | 0        | 0           | .000  | 84    | 16.2     | 28       | 1           | 8        | 1     | 1        | 12       | 2     | 0        | 16    | 16       | 8.64     | 2.16    |
| 2016      | 楽天            | 11    | 4     | 0     | 0     | 0        | 0     | 3     | 0        | 1           | .000  | 155   | 34.1     | 39       | 3           | 16       | 0     | 5        | 27       | 1     | 1        | 24    | 20       | 5.24     | 1.60    |
| 2017      | ネクセン キウム | 24    | 24    | 0     | 0     | 0        | 10    | 6     | 0        | 0           | .625  | 619   | 144.0    | 166      | 17          | 26       | 0     | 13       | 98       | 8     | 0        | 77    | 70       | 4.38     | 1.33    |
| 2018      | ネクセン キウム | 31    | 30    | 2     | 1     | 0        | 11    | 7     | 0        | 1           | .611  | 829   | 199.0    | 188      | 19          | 50       | 0     | 19       | 175      | 4     | 0        | 89    | 85       | 3.84     | 1.20    |
| 2019      | ネクセン キウム | 28    | 28    | 0     | 0     | 0        | 13    | 5     | 0        | 0           | .722  | 669   | 158.1    | 148      | 5           | 46       | 0     | 12       | 130      | 7     | 1        | 62    | 52       | 2.96     | 1.23    |
| 2020      | ネクセン キウム | 21    | 21    | 0     | 0     | 0        | 9     | 5     | 0        | 0           | .643  | 456   | 107.0    | 98       | 6           | 42       | 1     | 5        | 105      | 8     | 0        | 45    | 43       | 3.62     | 1.31    |
| 2021      | 味全            | 8     | 8     | 0     | 0     | 0        | 4     | 1     | 0        | 0           | .800  | 173   | 45.1     | 30       | 0           | 6        | 0     | 2        | 31       | 1     | 0        | 6     | 3        | 0.60     | 0.79    |
| 2021      | キウム          | 10    | 10    | 0     | 0     | 0        | 7     | 3     | 0        | 0           | .700  | 250   | 61.0     | 49       | 6           | 26       | 0     | 4        | 49       | 3     | 0        | 25    | 20       | 2.95     | 1.23    |
| 2022      | 味全            | 29    | 29    | 1     | 0     | 0        | 12    | 9     | 0        | 0           | .571  | 779   | 182.1    | 184      | 4           | 51       | 3     | 17       | 110      | 14    | 0        | 80    | 55       | 2.71     | 1.31    |
| 2023      | 味全            | 22    | 22    | 0     | 0     | 0        | 10    | 6     | 0        | 0           | .625  | 536   | 129.0    | 110      | 4           | 41       | 0     | 11       | 86       | 3     | 0        | 44    | 36       | 2.51     | 1.17    |
| MLB：1年  | MLB：1年        | 12    | 0     | 0     | 0     | 0        | 0     | 1     | 0        | 0           | .000  | 84    | 16.2     | 28       | 1           | 8        | 1     | 1        | 12       | 2     | 0        | 16    | 16       | 8.64     | 2.16    |
| NPB：1年  | NPB：1年        | 11    | 4     | 0     | 0     | 0        | 0     | 3     | 0        | 1           | .000  | 155   | 34.1     | 39       | 3           | 16       | 0     | 5        | 27       | 1     | 1        | 24    | 20       | 5.24     | 1.60    |
| KBO：5年  | KBO：5年        | 114   | 113   | 2     | 1     | 0        | 50    | 26    | 0        | 0           | .658  | 2823  | 669.1    | 649      | 53          | 190      | 1     | 53       | 557      | 30    | 1        | 298   | 270      | 3.63     | 1.25    |
| CPBL：3年 | CPBL：3年       | 59    | 59    | 1     | 0     | 0        | 26    | 16    | 0        | 0           | .619  | 1488  | 356.2    | 324      | 8           | 98       | 3     | 30       | 227      | 18    | 0        | 130   | 94       | 2.37     | 1.19    |

- 各年度の太字はリーグ最高

### 表彰
CPBL
- 最優秀防御率：1回（2023年）

### 記録
NPB投手記録
- 初登板・初先発登板：2016年4月14日、対千葉ロッテマリーンズ5回戦（楽天Koboスタジアム宮城）、7回7失点で敗戦投手
- 初奪三振：同上、3回表に田村龍弘から空振り三振
- 初ホールド：2016年5月14日、対千葉ロッテマリーンズ9回戦（QVCマリンフィールド）、4回裏2死に3番手で救援登板、1/3回2失点

### 背番号
- 63 (2015年)
- 17 (2016年)
- 8 (2017年 - 2020年、2021年5月 - 同年9月)
- 87 (2021年3月 - 同年4月)
- 43 (2022年 - 2023年)